# Ponç de la Guàrdia
Ponç de la Guàrdia, o Pons de la Guardia (fl. 1154-1188), è stato un trovatore spagnolo della famiglia di Saguàrdia, signori di un castello nei pressi di Ripoll.
Non era un joglar di professione, ma un trovatore occasionale che scriveva canzoni per diletto, molto apprezzate, secondo quando racconta lui stesso, dalle dame occitane.

## Biografia
Ponç partecipa all'assedio di Conca (1177) schierato dalla parte di Alfonso II d'Aragona e un po' più tardi nella campagna che lo porta alle calcagna di Raimondo V di Tolosa.
Scrive quattro composizioni amorose le quali formano un piccolo ciclo dedicato a un'anonima signora chiamata con il senhal di "On-tot-mi-platz". È stato suggerito da un curatore dei suoi lavori, che nove delle sue canzoni dovessero formare un ciclo con l'intreccio di un roman d'amour, ma l'ordinamento di questi cicli non è sempre lo stesso nei diversi manoscritti, uno dei quali li considera anonimi. Si presume che Ponç sia uno dei pochi trovatori ad avere antologizzato le sue opere. Sebbene i suoi componimenti siano tutti scritti in occitano, vi compaiono anche alcune parole catalane (di fatto questo succede di frequente nei trovatori catalani, soprattutto per quanto riguarda Cerverí de Gerona).
Nella seguente canso, Ponç de la Guàrdia, sul punto di intraprendere una spedizione verso Tolosa dai risultati incerti, si rivolge alla sua dama per ricordarle il suo amore, dicendondole inoltre che tutto quello che potevano essere stati piccoli malintesi ormai non ha nessuna importanza. Si tratta di un breve testamento amoroso.
Farai chanzo ans que veinha.l laig tems,

pus en Tolsa non n'anam tuit essems.

A Deu coman tot cant reman de zay:

ploran m'en part, car las domnas ams nems.

Tot lo pais, de Salsas tro a Trems,

salv Deus, e plus cel on midons estai
II

Tot n'o am mais car ma dona i sai;

qu'el'es mos jois et el'es tot cant ai,

e res no.m am mas leys cui amar suel

ni de mos jorns autra non amarai;

e sai e cre que leis aman morai,

pus a leis platz qu'enaixi m'o acuill,
III

Cant e leis plaitz que.m fay tort ni orguil,

sitot m'o vey, conoixer non o vul.

Mas ben conosc tot cant me fai de be:

lo be.l graesc e.l mal, sitot m'en duil.

C'om peitz me fai, can m'esgaran sey oil,

ai tant de yoy que del mal no.m sove.

[...]»
Farò una canzone prima che arrivi il maltempo,

poiché a Tolosa andiamo inaspettatamente.

A Dio lodando tutto quanto qui resta :

piangendo io parto, ché le donne amo molto.

Tutto il paese, da Salses fino a Tremp,

Dio guardi, e più oltre dove la mia donna sta.
II

L'amo ancor più perché è la mia donna;

perché lei è la mia gioia e tutto ciò che ho,

e nessuna amo se non lei che ho sempre amato

e nei miei giorni nessun'altra amerò;

e lei credo che amandola morirò,

poi che a lei piace così me lo conceda.
III

Quando a lei piace inorgoglirsi e offendermi,

sebben lo vedo, conoscerlo non voglio.

ma ben conosco tutto il bene che mi fa:

il bene apprezzo e il male, benché mi duole.

Se fammi peggio, quando i suoi occhi miro,

tanta gioia ho che del male io mi scordo.

[...]»